# Alex Gersbach
Alexander Joseph Gersbach (Sydney, 8 de maio de 1997) é um futebolista profissional australiano, que atua como defensor.

## Carreira

### AIS e Sydney FC
Alex Gersbach começou no Australian Institute of Sport em 2013, e em 2014 se transferiu para o Sydney FC.

## Seleção
Alex Gersbach integrou a Seleção Australiana de Futebol na Copa das Confederações de 2017.